# Mina (cantante japonesa)
Mina Sharon Myōi (San Antonio, Texas, 24 de marzo de 1997), conocida simplemente por su nombre de pila, Mina, es una cantante, bailarina, modelo y compositora japonesa, miembro del grupo femenino Twice, formado por JYP Entertainment en 2015.

## Biografía y carrera

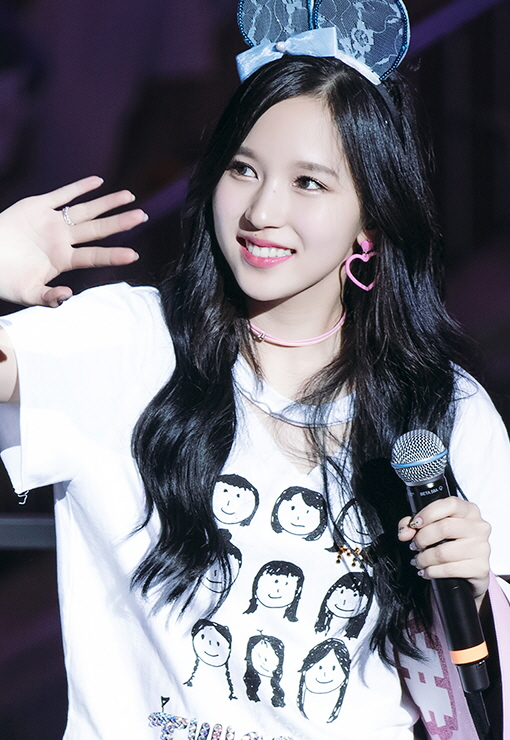
Mina Myōi en 2016

### 1997-2014: Primeros años e inicios de su carrera artística
Mina nació el 24 de marzo de 1997 en San Antonio, Texas, y creció en Kobe, Prefectura de Hyōgo, Japón. Mina entrenó ballet desde una edad temprana, habiéndolo practicado por más de una década antes de debutar con Twice. Asistió a la escuela primaria y secundaria Obayashi Sacred Heart School.
Mina estaba de compras con su madre en Osaka cuando un reclutador de JYP Entertainment se le acercó y le ofreció una audición. Más tarde partió a Corea del Sur en 2014 para convertirse en un ídolo del pop convirtiéndose en aprendiz bajo JYP Entertainment.
En 2017, gracias al derecho de ciudadanía por nacimiento en Estados Unidos, se informó que Mina poseía doble nacionalidad: japonesa y estadounidense. Renunció a su ciudadanía estadounidense en 2019.

### 2015-presente: Carrera artística
En 2015 Mina participó en el programa surcoreano reality show Sixteen, presentado por JYP Entertainment y coproducido por Mnet TV, Como una de las nueve participantes exitosas, se unió al recién formado grupo de chicas TWICE.En octubre de 2015 Mina debutó oficialmente como miembro de Twice con su primera obra extendida, The Story Begins. El sencillo principal «Like OOH-AHH» fue la primera canción de debut K-pop que alcanzó 100 millones de vistas en YouTube.

## Imagen pública
Mina es conocida por ser una de las bailarinas secundarias de Twice. y ha recibido reconocimiento en Corea del Sur y en el extranjero. Su popularidad - en conjunto con la de sus compañeras japonesas Momo y Sana - se le ha atribuido a la mejora de las relaciones entre Japón y Corea del Sur por el Chosun Ilbo. En la encuesta anual de música de Corea de 2019, fue votada como el 16º ídolo más popular de Corea del Sur.

## Controversias

### Problemas de salud
El 11 de julio de 2019, JYP Entertainment anunció que Mina no participaría en el resto de la actual Lista de giras de conciertos de Twice «Twice World Tour 2019-2020» «Twicelights», debido a la repentina y extrema ansiedad y problemas de inseguridad en relación con la actuación en el escenario. Este incidente fue cubierto por muchas organizaciones de noticias en todo el mundo. Más tarde se le diagnosticó un trastorno de ansiedad. En octubre de 2019, Mina regresó para unirse a sus compañeros de Twice en un evento de fanes. JYP Entertainment emitió un comunicado diciendo que «el programa futuro de Mina aún no ha sido decidido y que darían prioridad al estado de su salud por encima de todo».
El 11 de febrero de 2020 Mina regresó a Twice oficialmente. JYP Entertainment dio un comunicado donde decía que la condición de salud de Mina se había  estabilizado mucho y que se seguiría monitoreando su estado durante las actividades de Twice.

## Discográfica
| Año  | Canción                 | Álbum         | Artista   | Con         |
| ---- | ----------------------- | ------------- | --------- | ----------- |
| 2018 | «Shot Thru The Heart»   | Summer Nights | Twice     | Momo y Sana |
| 2019 | «21:29»                 | Feel Special  | Twice     | Twice       |
| 2022 | «Celebrate»             | Celebrate     | Twice     | Twice       |
| 2023 | «It's Not Easy For You» | Masterpiece   | Misamo    |             |
| 2024 | Misty                   | Haute Couture | Mina solo |             |

### Otras canciones acreditadas
| Año  | Canción       | Álbum     | Artista      | Notas         | Ref.          |
| ---- | ------------- | --------- | ------------ | ------------- | ------------- |
| 2016 | «Good Person» | Sin álbum | Super Junior | Cover de Mina | [ 30 ] [ 31 ] |

### Libros de fotos
| Título          | Lanzamiento             | Editor            | Ref.   |
| --------------- | ----------------------- | ----------------- | ------ |
| Yes, I am Mina. | 30 de diciembre de 2020 | JYP Entertainment | [ 32 ] |

## Videografía
| Año  | Arista    | Videoclip                               | Ref.   |
| ---- | --------- | --------------------------------------- | ------ |
| 2016 | J.Y. Park | «Fire feat. Conan O'Brien, Steven Yeun» | [ 33 ] |
| 2015 | miss A    | «Only You»                              | [ 34 ] |
| 2015 | Wooyoung  | «Rose»                                  | [ 35 ] |
| 2014 | Junho     | «Feel»                                  | [ 36 ] |

## Filmografía

### Documental
| Año  | Título                 | Personaje | Notas                     |
| ---- | ---------------------- | --------- | ------------------------- |
| 2017 | Twiceland              | Principal | Filme documental de Twice |
| 2020 | TWICE: SEIZE THE LIGHT | Principal | Serie documental de Twice |

L